# Don Halderman
Don Halderman (* 11. August 1930) ist ein ehemaliger US-amerikanischer Hürdenläufer.
Bei den Panamerikanischen Spielen 1951 in Buenos Aires gewann er Bronze über 400 m Hürden und wurde Vierter über 110 m Hürden.

## Persönliche Bestzeiten
- 110 m Hürden: 14,3 s, 3. März 1951, Buenos Aires
- 400 m Hürden: 52,2 s, 20. Juni 1952, Long Beach